# Main-Range-Nationalpark
Der Main-Range-Nationalpark liegt etwa 116 Kilometer südwestlich von Brisbane und 50 Kilometer nordwestlich von Warwick in Queensland, Australien. Der Park ist nach der Main Range benannt, einer aus Vulkanen entstandenen Gebirgskette.
Der Nationalpark zählt zum UNESCO-Welterbe als Bestandteil der Gondwana-Regenwälder Australiens, die früher auch Central Eastern Rainforest Reserves genannt wurden. Er schützt den westlichen Teil eines Halbkreises von Bergen im Südosten von Queensland, die als Scenic Rim bekannt sind und das größte Regenwaldgebiet im Südosten von Queensland umfassen. Der Park ist Teil der Scenic Rim Important Bird Area, die durch die Organisation BirdLife International wegen verschiedener gefährdeter Vogelarten als bedeutendes Schutzgebiet bestimmt wurde.

## Beschreibung
Der Park erstreckt sich vom Kangaroo Mountain südlich bis zum Wilsons Peak an der Grenze von New South Wales und beinhaltet den Mount Superbus (1375 m), South East Queenslands höchsten Berg.
Die Berge Bare Rock, Mount Cordeaux, Mount Mitchell, Spicer's Peak, Mount Huntley, Mount Asplenium, Mount Steamer, Steamer Range, Lizard Point, Mount Roberts, Mount Mistake und Mount Superbus liegen innerhalb des Main-Range-Nationalparks; insgesamt sind es mehr als 40 Berge, die sich über 1000 Meter erheben.
Im Nationalpark gibt es Wanderwege, Campingplätze und Picknickmöglichkeiten sowie weitere landschaftlich sehenswerte Orte wie Spicers Gap, Cunninghams Gap und die Queen Mary Falls.

### Geologie
Die Main Range besteht aus Schildvulkanen, die vor 25 bis 22 Millionen Jahren im Tertiär entstanden. Danach formten sich die zentral gelegenen Berge als die Vulkane eruptierten und als Lava ausfloss, füllte diese Gesteinsgänge und bildete horizontal gelegene Basaltfelder. Die Basaltflüsse formten die Masse der Main Range, Little Liverpool Range und Mistake Range und umfasste einst ein viel größeres Gebiet, das auch das Lockyer Valley und Fassifern Valley beinhaltete.

### Flora und Fauna
Die steilen Hänge des Nationalparks wurden nie von Menschen bearbeitet und bilden einen Rückzugsraum für Wildtiere. Die Vegetation wird von subtropischem Regenwald und Hartlaubwald dominiert. Die Wälder und der Bergwald bieten den Lebensraum für viele Tiere, darunter Eastern Bristlebird (Dasyornis brachypterus), Coxen's Fig-Parrot (Cyclopsitta diophthalma coxeni) und Schwarzbrust-Laufhühnchen (Turnix melanogaster), die von der Ausrottung bedroht sind. Der gefährdete und seltene Fuchshabicht (Erythrotriorchis radiatus) wurde auch schon gesehen.
Der Giant Barred Frog (Mixophyes iteratus), Fleay's Barred Frog (Mixophyes fleayi), Riesenbeutelmarder (Dasyurus maculatus) und die Hastings River Mouse (Pseudomys oralis) sind als gefährdete Arten gelistet, die einst allgemein in dem Parkgebiet des Goomburra Valley verbreitet waren.

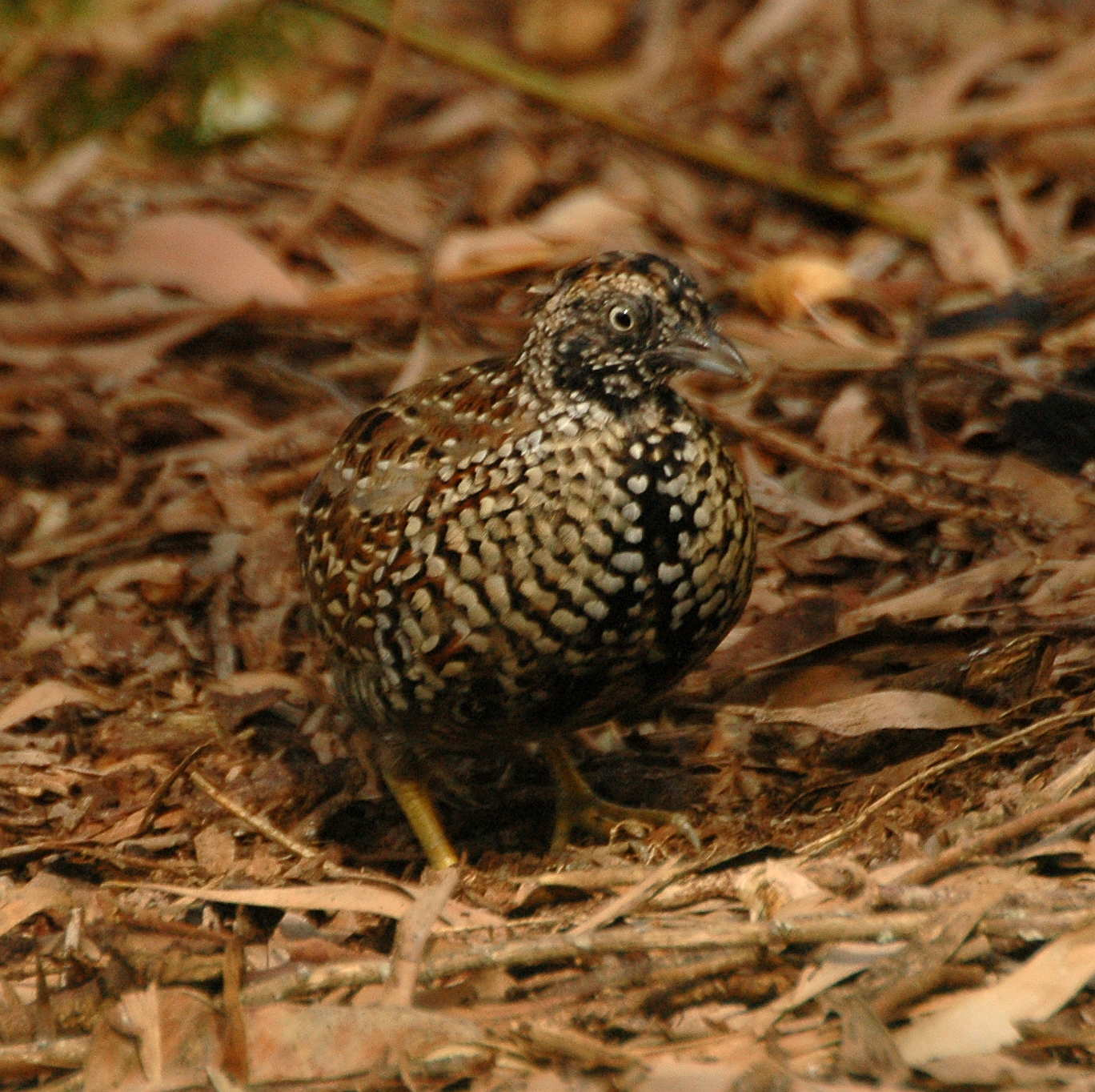
Schwarzbrust-Laufhühnchen
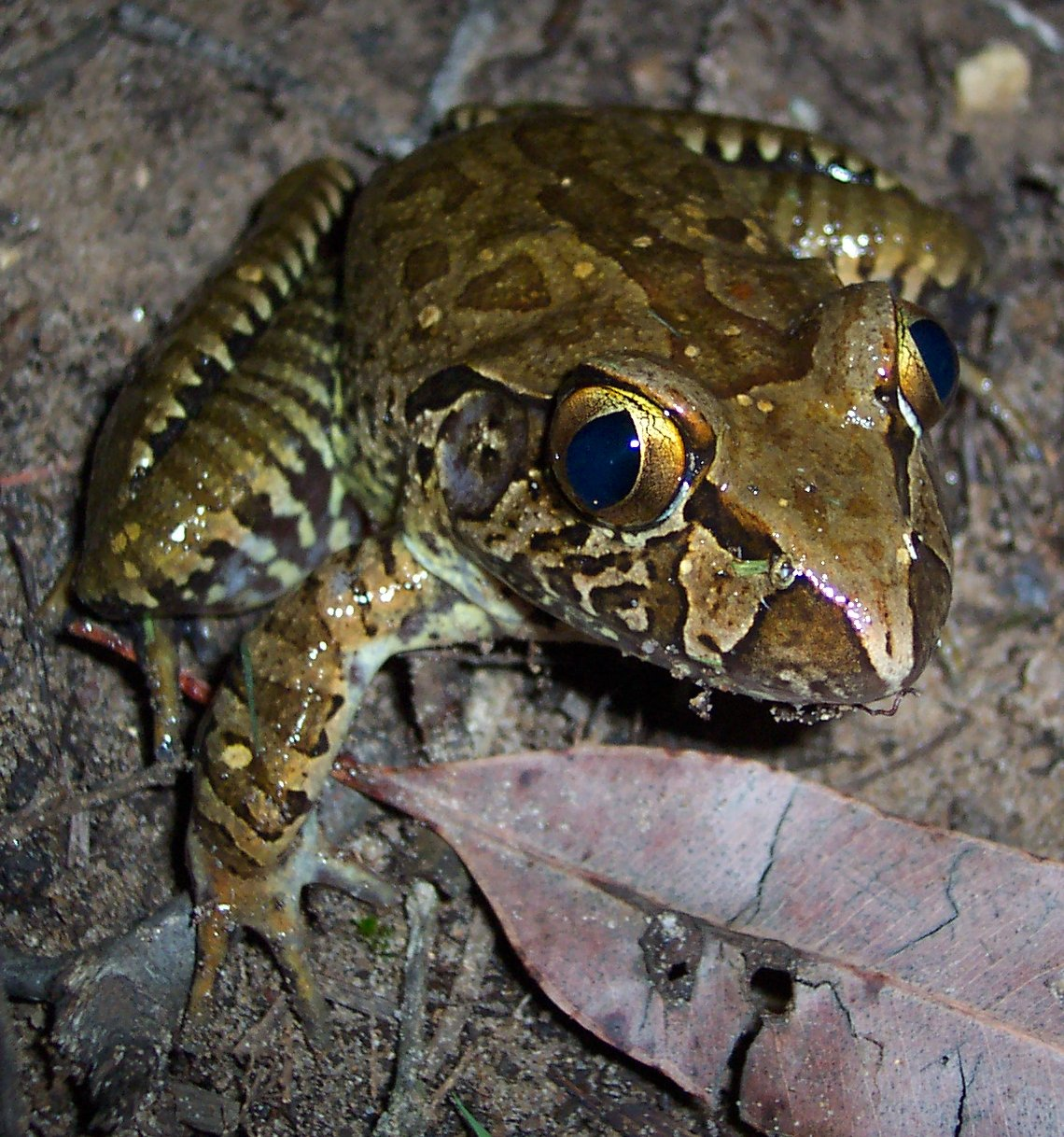
Giant Barred Frog
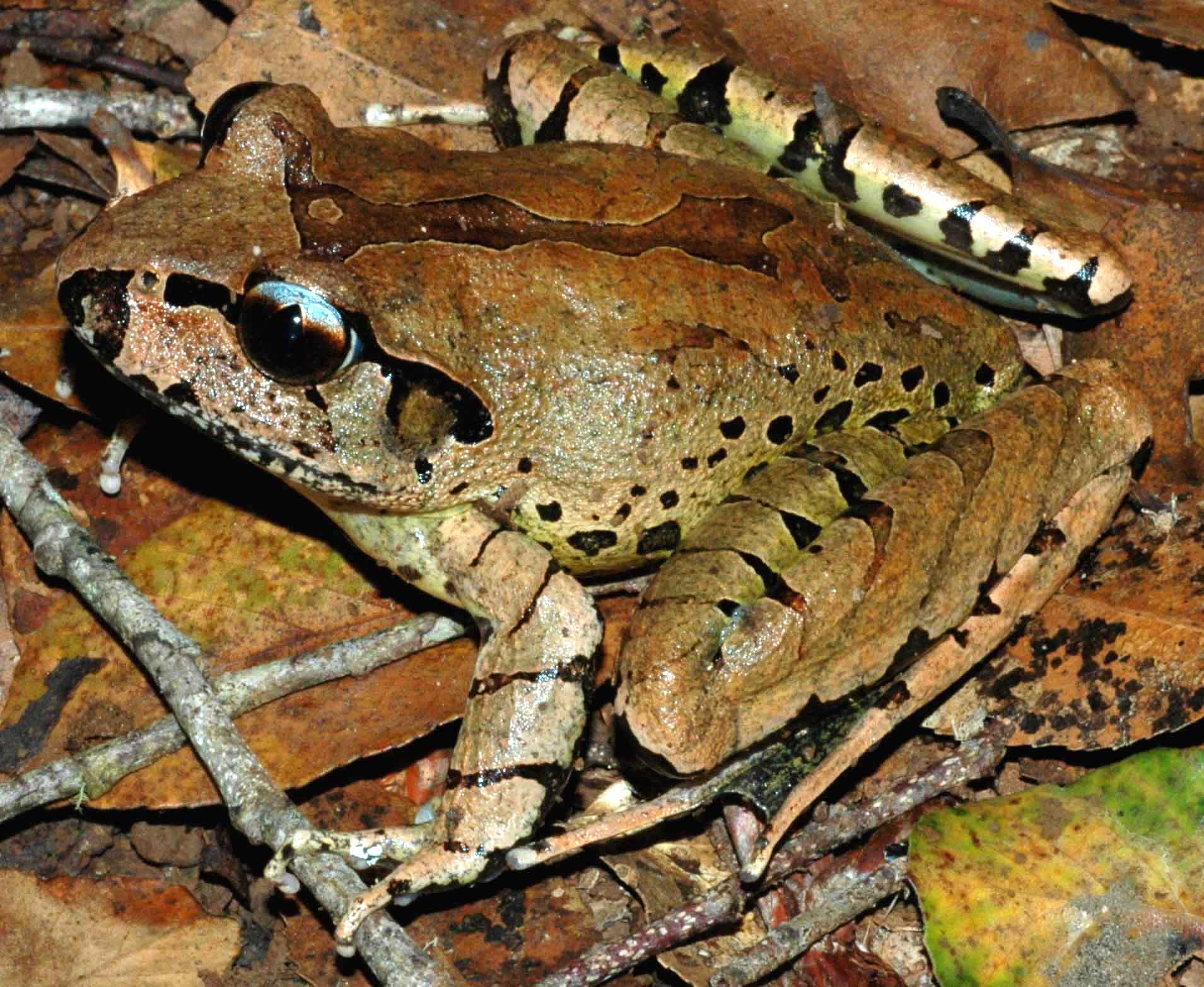
Fleay’s Barred Frog
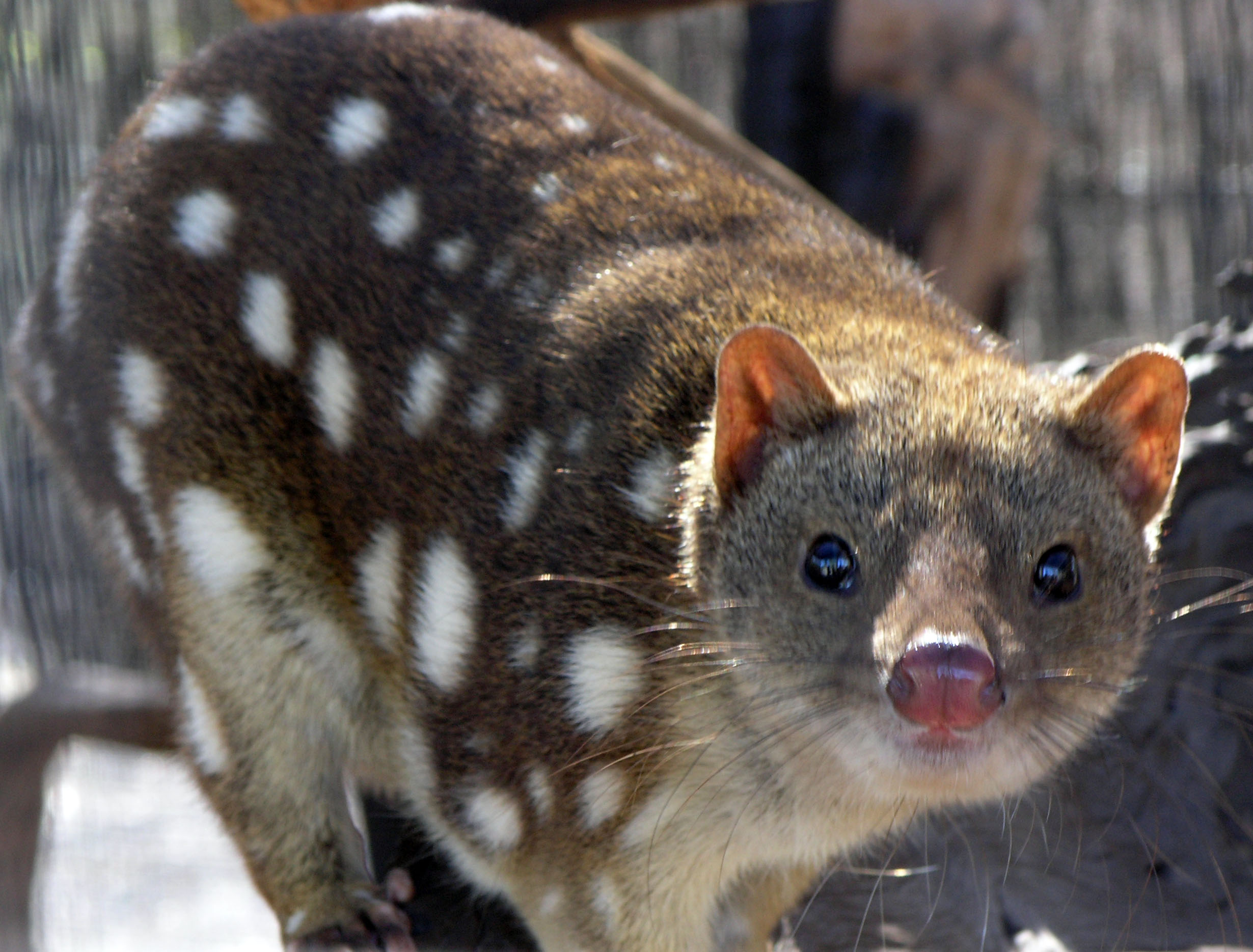
Riesenbeutlermarder

## Geschichte
Es wird angenommen, dass die Spicers Gap ein traditioneller Weg zwischen dem Inland und der Küste war, den die indigenen Bevölkerung nutzte. Der Viehzüchter Henry Alphe entdeckte die Spicers Gap 1847. Die Spicers Gap Road ermöglichte den Gütertransport von und nach Darling Downs und ist ein Beispiel für eine gelungene Ingenieurleistung des 19. Jahrhunderts in Queensland.
Der Botaniker Allan Cunningham gilt als Entdecker eines weiteren Wegs über die Main Range im Jahr 1828. Die nach ihm benannte Cunninghams Gap kann allerdings unschwer von Brisbane aus gesehen werden.
1840 siedelte Ernst Dalrymple im Goomburra Valley. Der Dalrymple Creek ist nach dem frühen Siedler benannt. Um 1847 wurde eine neue Straße durch die Spicers Gap geführt, die das Gebiet für die europäische Besiedlung öffnete. 1909 wurde das Gebiet um die Cunninghams Gap zum Nationalpark erklärt.
1994 wurde der Nationalpark mit den Central Eastern Rainforest Reserves of Australia und der Goomburra Forest Reserve im Main-Range-Nationalpark zum UNESCO-Welterbe erklärt. 2007 wurden die Gondwana-Regenwälder Australiens und damit auch der Main-Range-Nationalpark in die  Australian National Heritage List eingetragen.

## Touristische Information
Es gibt drei Campingmöglichkeiten im Park und zahlreiche Wanderwege.